# 應良
應良（1478年—1549年），字原忠，晚號南洲，浙江台州府仙居縣人，明朝政治人物。

## 生平
弘治十四年（1501年）辛酉科浙江鄉試第四名舉人。正德三年（1508年）中會試第五十四名，因憤慨權閹劉瑾專權，避歸。正德六年（1511年）补应辛未科殿试，登第二甲第七名進士。授翰林院庶吉士。與黃綰、朱節等同受業於王守仁。正德七年（1512）春，乞终养归，家居十年。
嘉靖二年（1523年），应良在朱节等举荐下，与吕楠、湛若水同起，授编修。次年，大禮議時間爆發，隨編修楊慎等參與左順門哭諫，被廷杖。出爲山東按察司副使，升河南布政使司右參政，隨即調廣西。官至廣東布政使致仕。

## 家族
曾祖應文正；祖父應宗儒；父應昌。前母徐氏；母許氏；繼母孫氏；繼母包氏。具庆下。